# Jean-Pierre Laporte
Jean-Pierre Laporte est un historien, épigraphiste et archéologue français.

## Formation et travaux
Après une formation à École des hautes études commerciales de Paris et en archéologie, ses travaux portent essentiellement sur l'Afrique ancienne mais aussi sur l'archéologie de la France ou de la Turquie. Il crée en 2003 et anime le site www.tabbourt.com, « bibliographie archéologique rétrospective sur le Maghreb antique ».
Il participe à l'Encyclopédie berbère.